# 1568

## Esdeveniments
Països Catalans
- Immigració massiva d'occitans a Catalunya.

Resta del món
- 23 de maig - Els Països Baixos declaren la seua independència d'Espanya.
- Començament de la tercera guerra de religió a França.
- Començament de l'anomenada guerra dels vuit anys.
- Fundació de la ciutat de Nagasaki.

## Naixements
Països Catalans
- 26 d'octubre - València: Bernat Català de Valleriola i Vives de Canyamars, poeta valencià, president fundador de l'Acadèmia dels Nocturns (m. 1608).
- Barcelona: Jeroni Pujades, historiador, cronista i advocat barceloní (m. 1635).

Resta del món
- 11 de febrer - Marsella (França): Honoré d'Urfé, escriptor preciosista francès (m. 1625).
- 9 de març - Castiglione delle Stiviere (Itàlia): Lluís Gonzaga, religiós jesuïta, venerat com a sant (m. 1591).
- 16 de març - Alcalá la Real (Jaén, Corona de Castella): Juan Martínez Montañés, escultor (m. 1649).
- 5 de setembre - Stilo (Calàbria): Tommaso Campanella, poeta i filòsof italià (m. 1639).
- 3 de setembre - Bolonya: Adriano Banchieri, compositor italià (m. 1634).
- 5 de setembre - Stilo, Calàbria: Tommaso Campanella, poeta i filòsof calabrès.[1]
- 26 d'octubre - València: Bernat Català de Valleriola i Vives de Canyamars, poeta valencià, cavaller de l'Orde de Calatrava i president fundador de l'Acadèmia dels Nocturns (m. 1608).
- Papa Urbà VIII.

## Necrològiques
Països Catalans
- 3 de febrer, Vilabertran: Cosme Damià Hortolà, teòleg i hebraista, assistent al Concili de Trento, abat de Vilabertran i rector de la Universitat de Barcelona.
- 29 de febrer, València: Ferran de Lloaces i Peres, 66è President de la Generalitat de Catalunya

Resta del món
- 23 de gener, Madrid: Gaspar Becerra, escultor i pintor andalús (n. 1520).
- 5 de juny, Brussel·les: Lamoral d'Egmont (n. 1522) i Filip van Montmorency-Nivelle, comte de Horn (n. ca. 1524), nobles i estadistes flamencs.
- 14 d'agost, Roma: Stanisław Kostka, novici jesuïta polonès, proclamat sant (n. 1550).
- 3 d'octubre, Palau d'Aranjuez: Isabel de Valois, reina de Castella i Catalunya-Aragó (n. 1545).[2]
- 28 d'octubre, Japó: Ashikaga Yoshihide, 30è shogun

- Robert Maigret, músic francés